# Jaromír Krosch
Jaromír Krosch (* 16. dubna 1955, Ústí nad Orlicí) je český výtvarník a ilustrátor. Též je autorem několika civilně laděných, volným veršem psaných básnických sbírek (např. Básně včerejšího dne, 2006). Původně vyučený soustružník je výtvarný autodidakt, v letech 1982–1987 užíval ateliér po Miloslavu Pecháčkovi (1923–1991) na pražských Vinohradech. S Pecháčkem se dlouhodobě přátelil a konzultoval svou tehdejší tvorbu. Nyní žije a tvoří na venkově v rovinatém kraji mezi Borohrádkem a Chocní. Krosch je svým dílem přítomný převážně v českých soukromých i veřejných sbírkách. Je členem Unie výtvarných umělců Hradec Králové. Od roku 2020 je obchodně zastupován Miroslavem Kroupou přes jeho galerie v Praze a Litomyšli.

## Dílo
V Kroschově tvorbě převládá zájem o figurální malbu a kresbu, nevyhýbá se však ani krajinám či městu. Celkové výtvarné vyznění jeho díla je intuitivním výsledkem trvalého konfliktu rodinného původu kdesi v autorově nevědomí: německá odhodlanost a razance po otci s českou laskavostí a ústupností po matce. Na jedné straně vůle zasahovat do děje či událost někam řídit, na straně druhé jen lhostejné odtažité pozorování. Podstatnou část Kroschových prací tvoří oleje či akryly na plátně, v menších formátech pak různé techniky na papíře (oleje, akryly, tuše, akvarely, koláže či jejich kombinace). Kroschovo dílo přirozeně reflektuje evropské expresionisty první poloviny 20. století, jejich následnou reinkarnaci z 80. let – Neue Wilde, či Francise Bacona a Luciana Freuda jako samostatně stojící žánry. Jeho raná tvorba z 80. let nese spíše stopy naivity a "špatné malby" art brut, což souvisí i s tehdejší jistou mírou outsiderství a absencí formálního malířského vzdělání autora. Od počátku tvorby však Kroschův výtvarný projev nese setrvale se opakující rys: figura či krajina je vždy zjednodušena až k primitivní znakovosti bez jakýchkoliv pro autora nezajímavých detailů. U figur dominují výraz obličeje a póza, které jediné se mohou přetavit do velmi konkrétní podoby, zatímco zbytek zůstává v náznaku nebo se rozpadá do abstraktnosti. U krajin pak převládají barevné plochy. Kroschův výtvarný posun se odehrává na pozadí společenských změn. Jako neprivilegovaný příslušník dělnické třídy měl až do konce 80. let sporadický přístup k aktuálním informacím o západní výtvarné scéně. K periodikům či knihám o tehdejším světovém dění a trendech se dostával omezeně v okruhu jemu blízkých pražských myčů oken (tehdy se také tak živil), výkladních skříní, vrátných či kotelníků, tedy lidí vytěsněných komunistickým režimem na společenský i existenční okraj. Až po roce 1990 s mnoha padlými tabu a neutuchajícím přílivem nových podnětů, tiskovin, filmů či hudby a možností sledovat (i zpětně dosledovat) výtvarné trendy se Kroschova tvorba stává stylově pestřejší. Taktéž roste kvantitativně: od někdy jen jednotek pláten za rok po desítky, zejména od druhé poloviny nultých let 21. století. Tematicky Krosche zajímají jak banální společenské situace a činnosti (nákup v obchodě, návštěva restaurace, posezení v kavárně, nákup v obchodě, běžný výjev z městské ulice, setkání manželů v obývacím pokoji atp.), tak bizarní výjevy z polosvěta (návštěva veřejného domu, strip-baru, privátní akce plné obžerství a bizarního sexu, masek, kostýmů) i trachtace a necivilní společenské události (karnevalové či masopustní průvody, pašijové hry, maškarní plesy). Opakovaně zkoumaným motivem je i člověk na ulici oblečený jako živý reklamní poutač.
Krosochovo dílo se dá rozložit do dvou období: Rané od počátku 80. let je zakončeno čistě figurální výstavou pláten ve Vysokém Mýtě uspořádanou kurátorem Karlem Jarošem v roce 1999. Do této doby nejčastěji vypadá běžný Kroschův obraz jako statická scéna zpodobňující až přehledně uspořádanou skupinu postav, případně ideálně pózujícího jednotlivce (dvojici). Jako by šlo o odraz normalizační způsobnosti a ukázněnosti šedivé profízlované doby, kde vše musí podléhat kontrole, mít své jasně určené místo a vymezený prostor. To doplňují i objektivní okolnosti tehdejšího autorova života (manželství, rodičovství, dělnická práce). S koncem devadesátých let však figury (i krajiny) na plátnech začínají opouštět běžnou čelní pozorovací perspektivu z odstupu 50mm objektivu. Mění se i autorův osobní život. Obraz získává dynamiku a dějovost rozjeté filmové scény se spoustou dalších malých paralelních dějů, perspektiva se křiví a úhel pohledu rozšiřuje. Malíř vtahuje diváka do situace a vlastně jej umisťuje dovnitř plátna. Odevzdanou sebekontrolu postav, které se snažily svou spořádaností nedráždit okolí, splynout a neporušovat "policejní hodinu" nahrazuje divoká entropie svobodného člověka i prostředí, kde večírky, uliční reje a happeningy končí až s nepřemožitelnou únavou posledního účastníka.
Pro Krosche hrají v jeho práci roli i všeobecné kulturní kulisy doby a hudba. Ta je nezřídka i inspiračním zdrojem spodních proudů jeho tvorby. Při pohledu na ni může divák zaslechnout tlumený soundtrack Kurta Weilla, Lou Reeda nebo zejména britského kabaretně morbidního tria The Tiger Lillies. I dnes je možné říci, že po desítkách let aktivní tvorby zůstává Jaromír Krosch specifickým malířským samotářem z venkova, vrženým mimo velkoměstský okruh profesionálních umělců. Dostat se byť jen na okraj proudu výtvarně společenských aktivit jej však neláká. V roce 2023 mu byla vydána rozsáhlá monografie mapující jeho výtvarnou tvorbu po roce 2008.

## Galerie

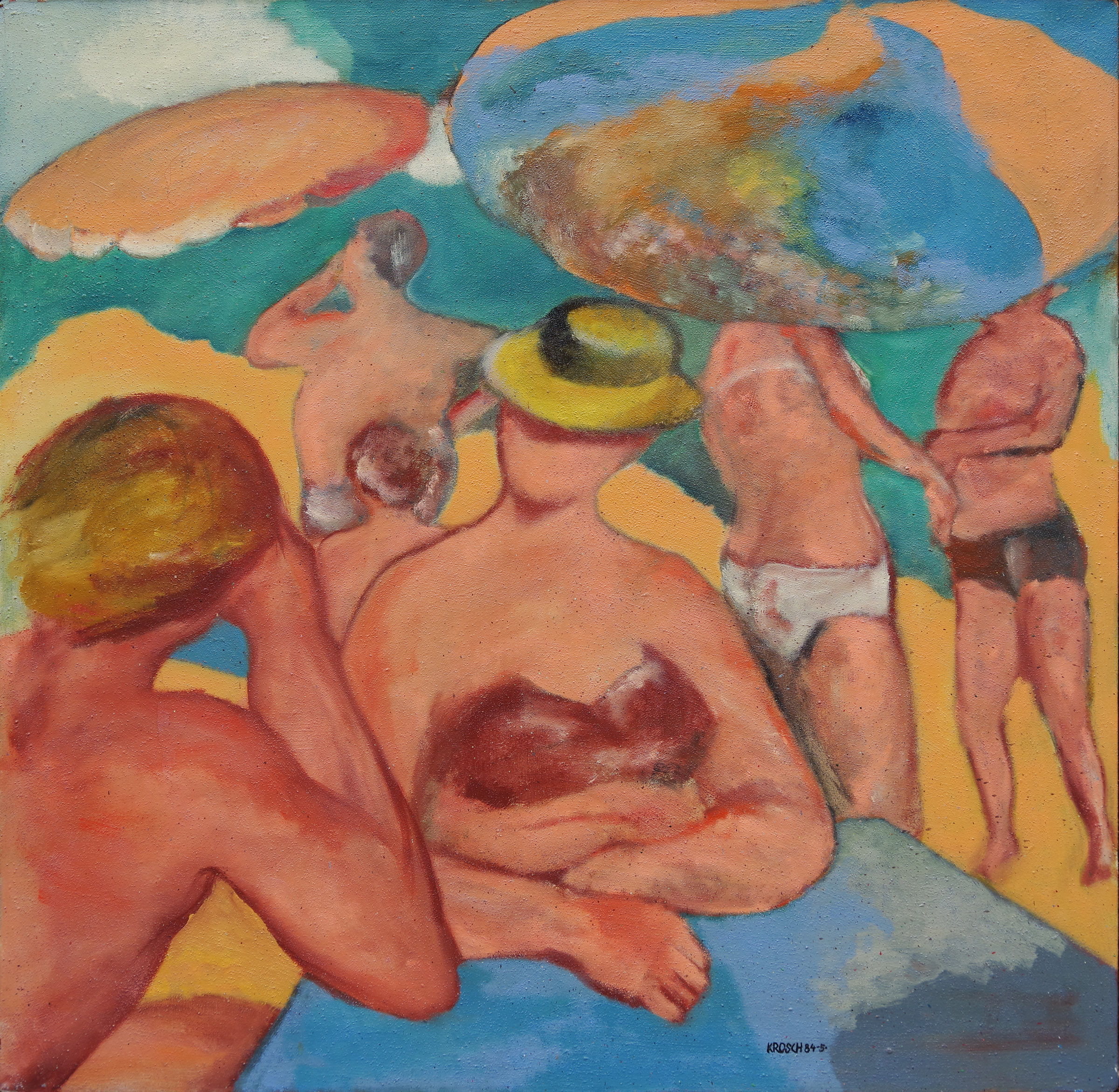
Koupaliště v Horním Jelení (1984–5)
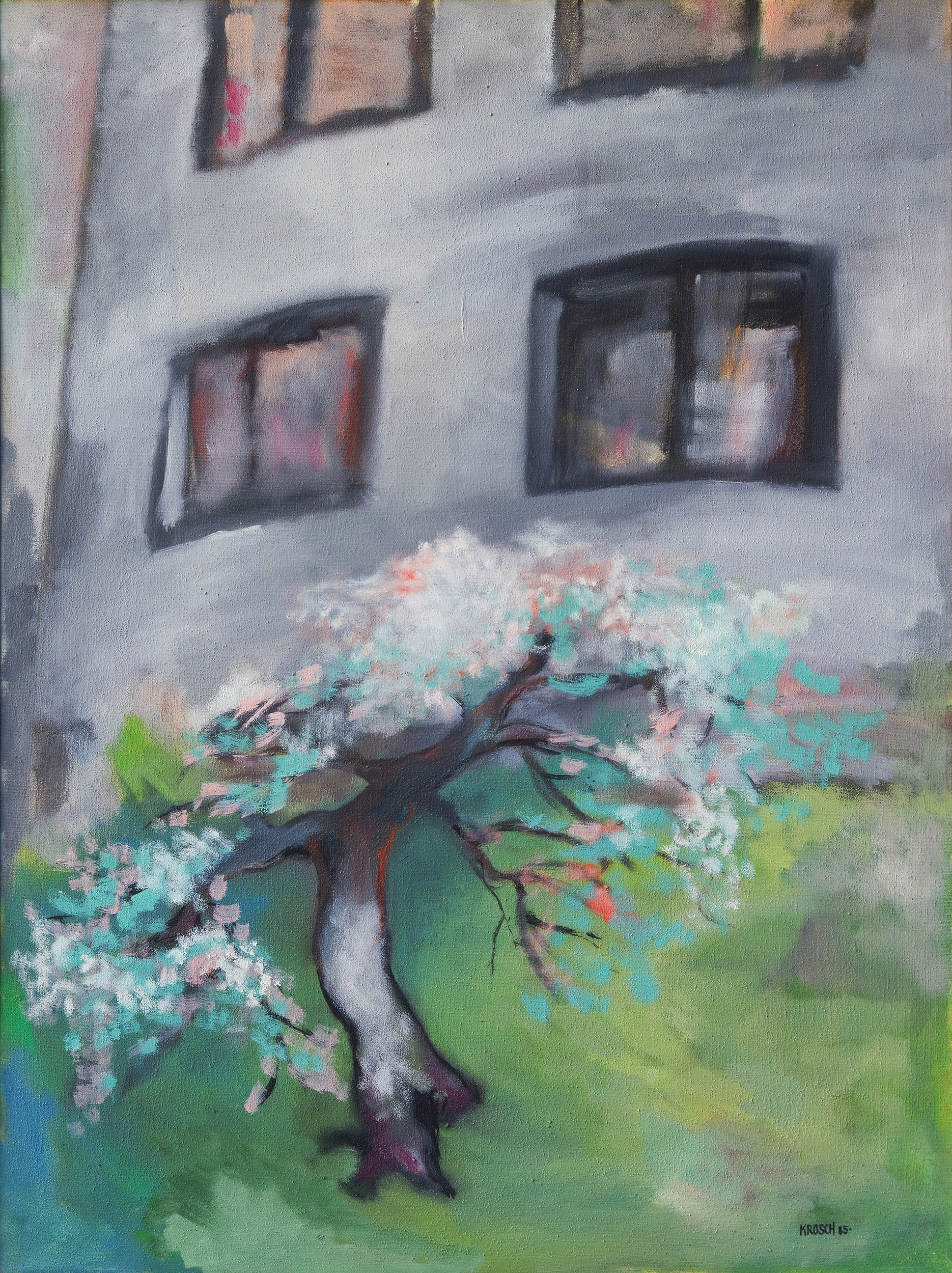
Pražský dvorek (1985)
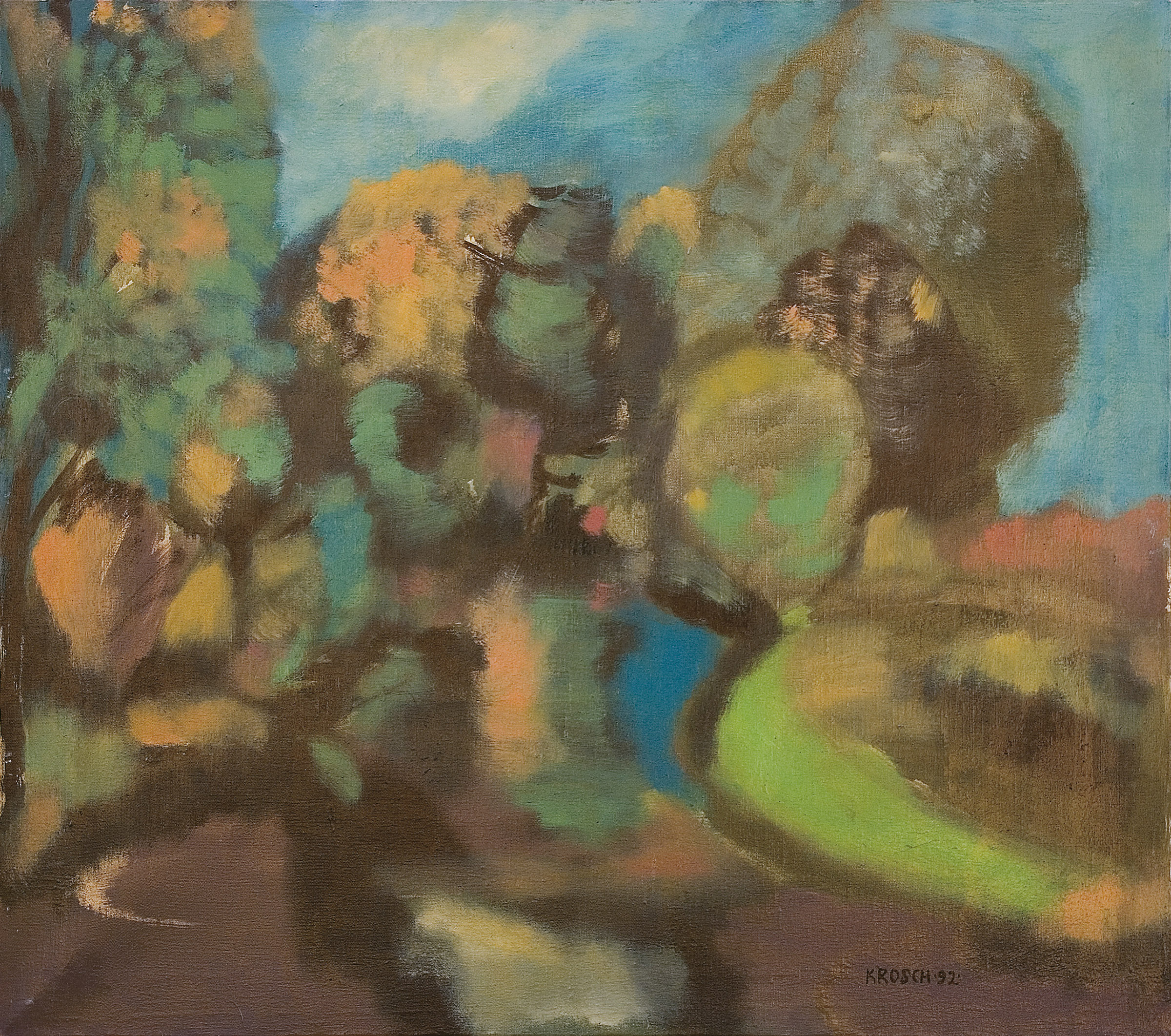
Krajina kolem Tiché Orlice (1992)
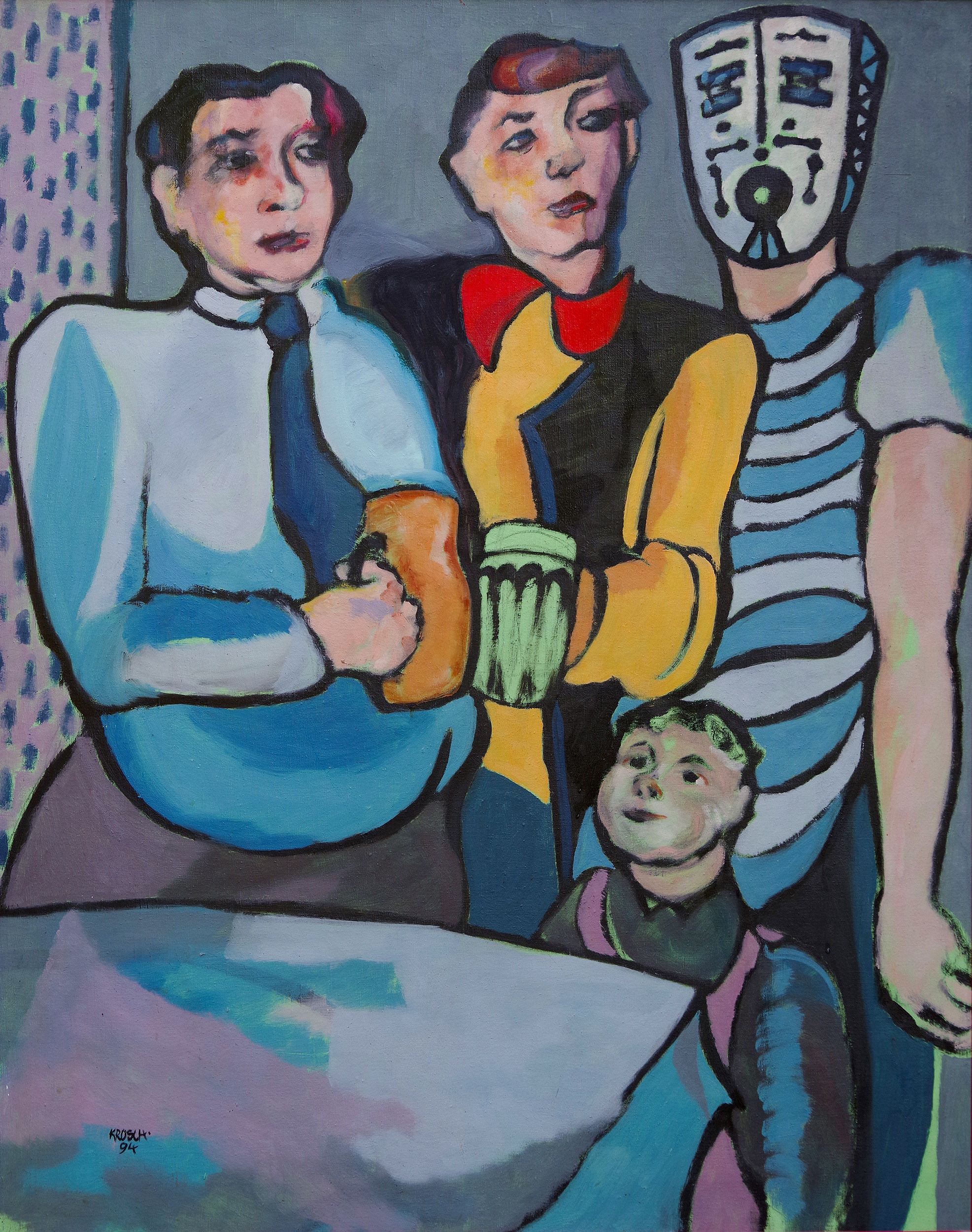
Underground v naší hospodě (1994)
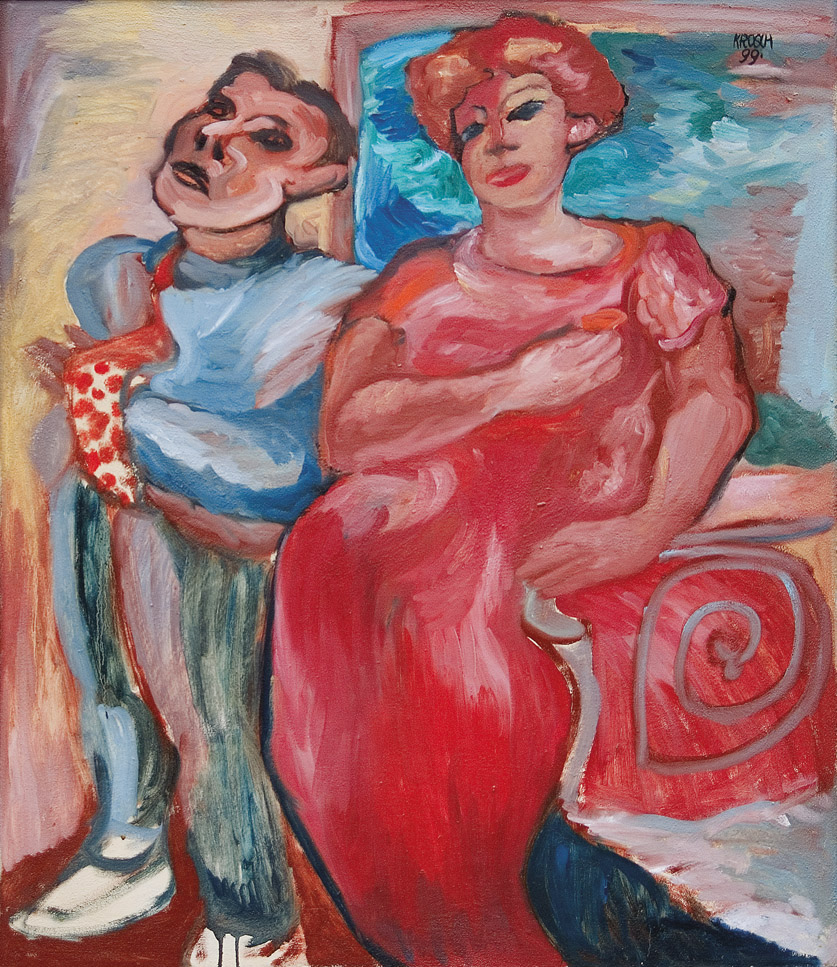
Ložnice (1999)
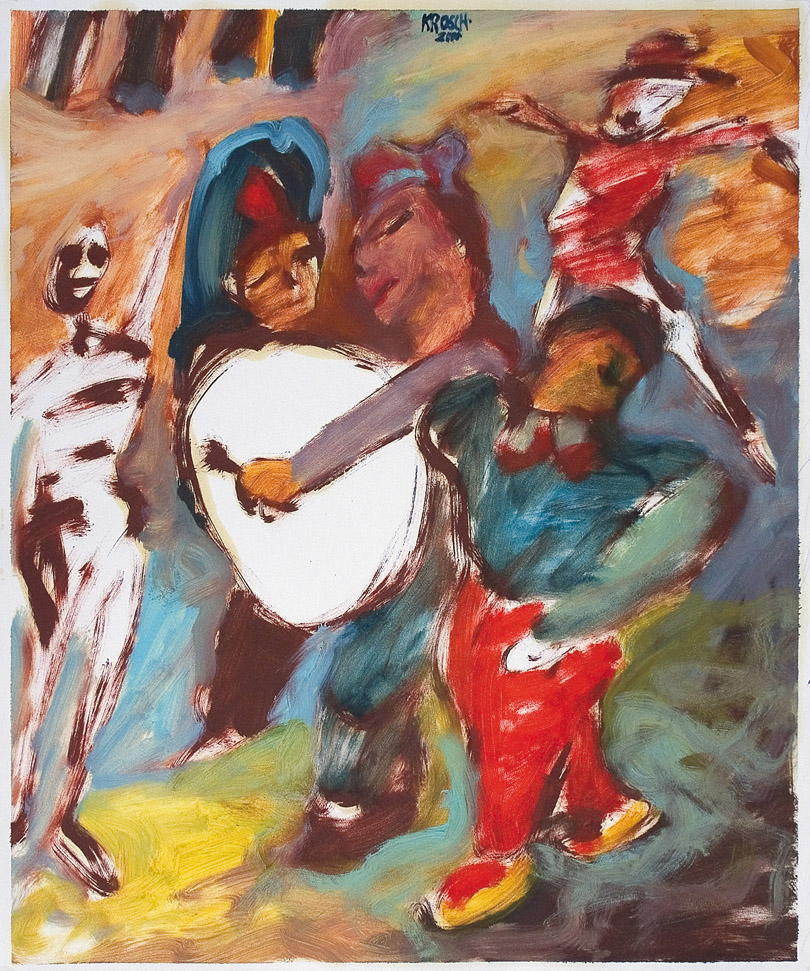
Masopust (2000)
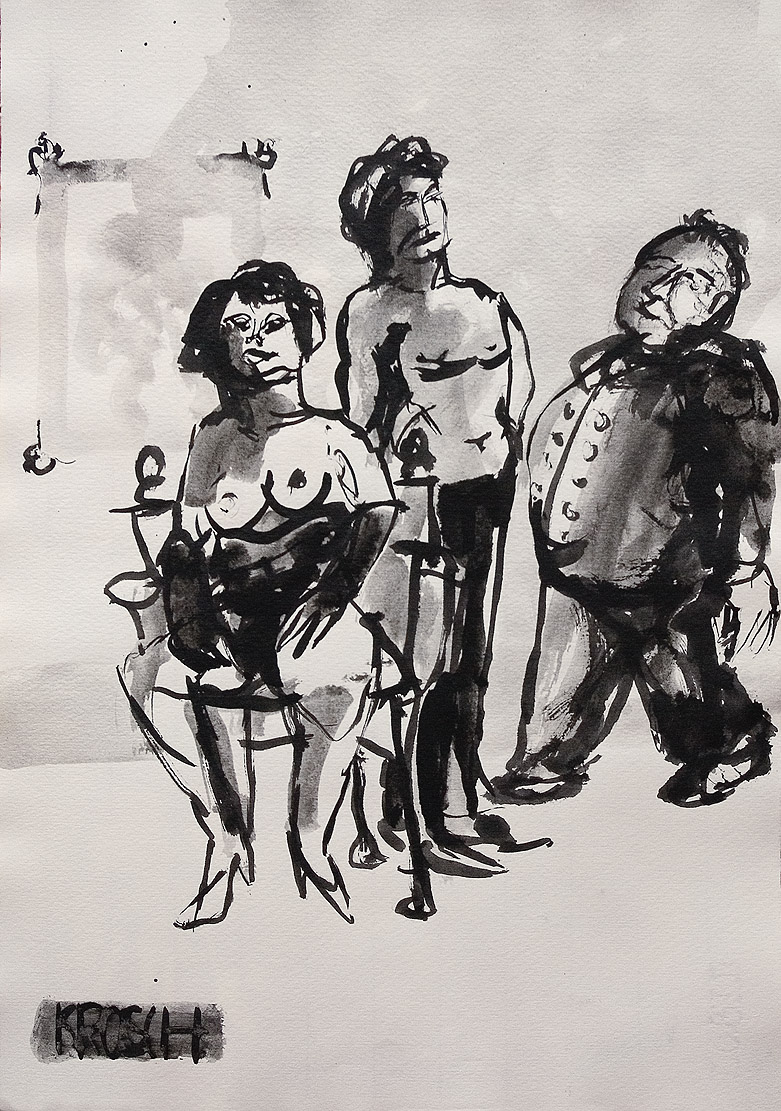
Bordel (2007)
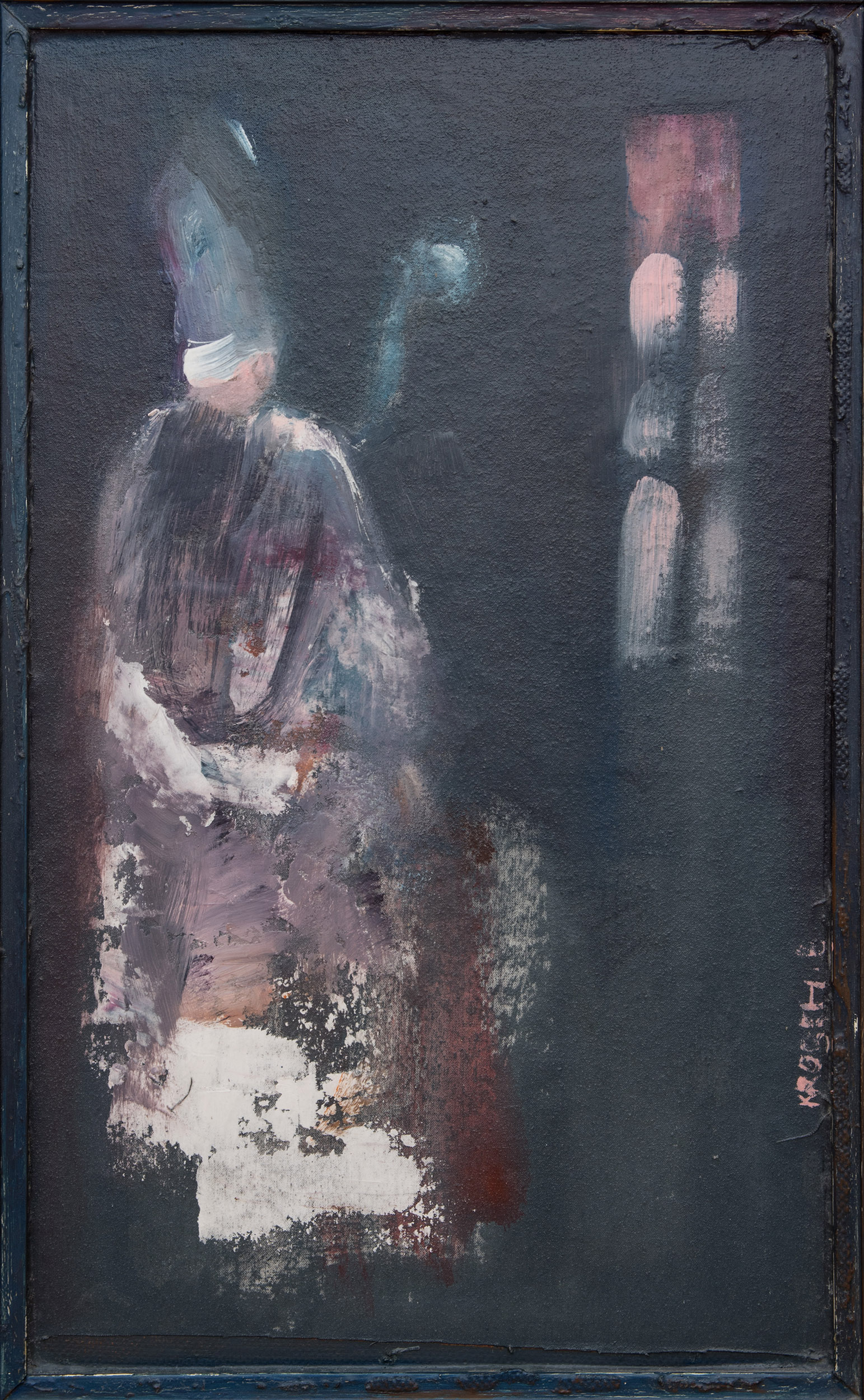
Mikuláš (2008)
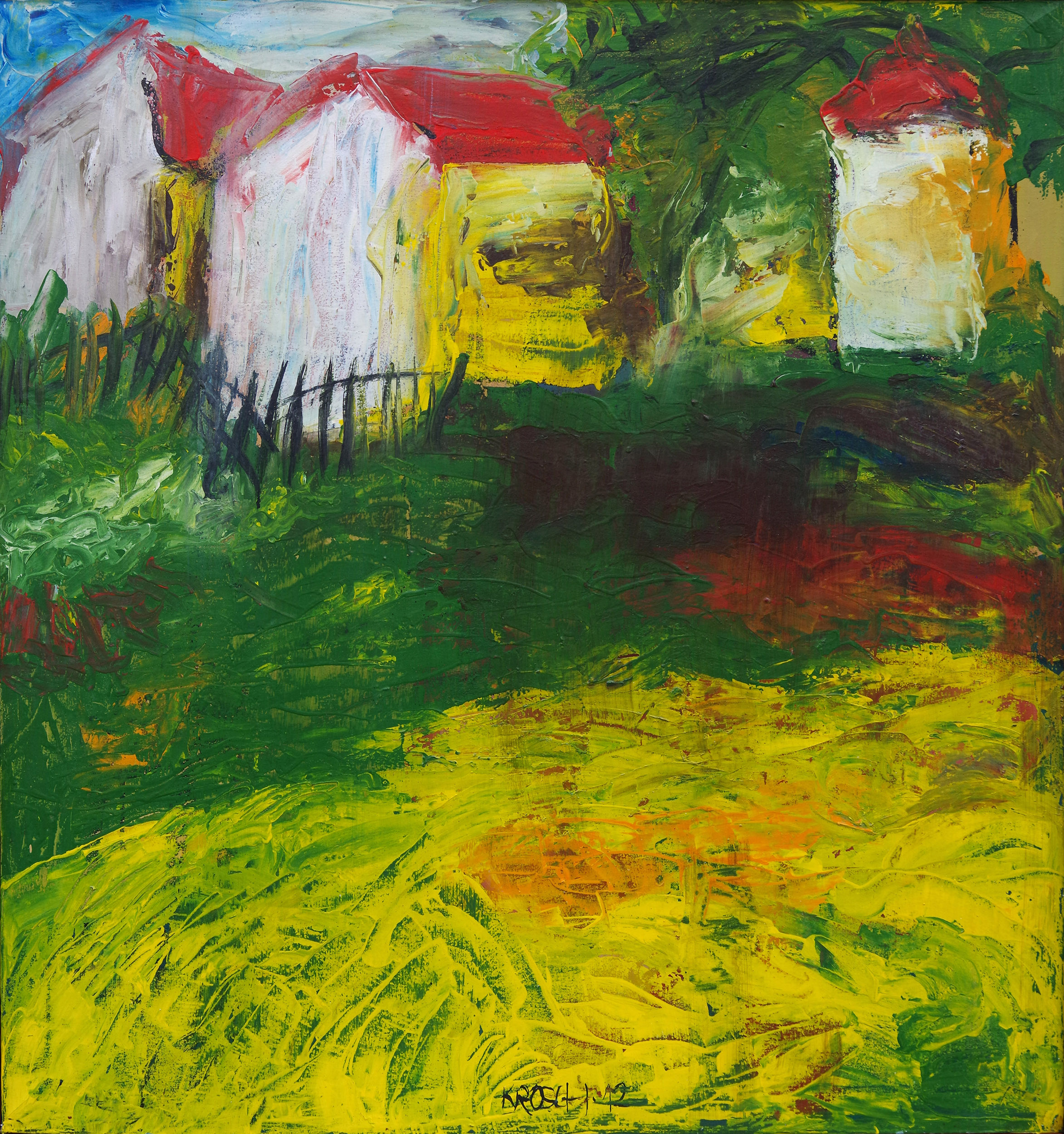
Chalupy (2012)
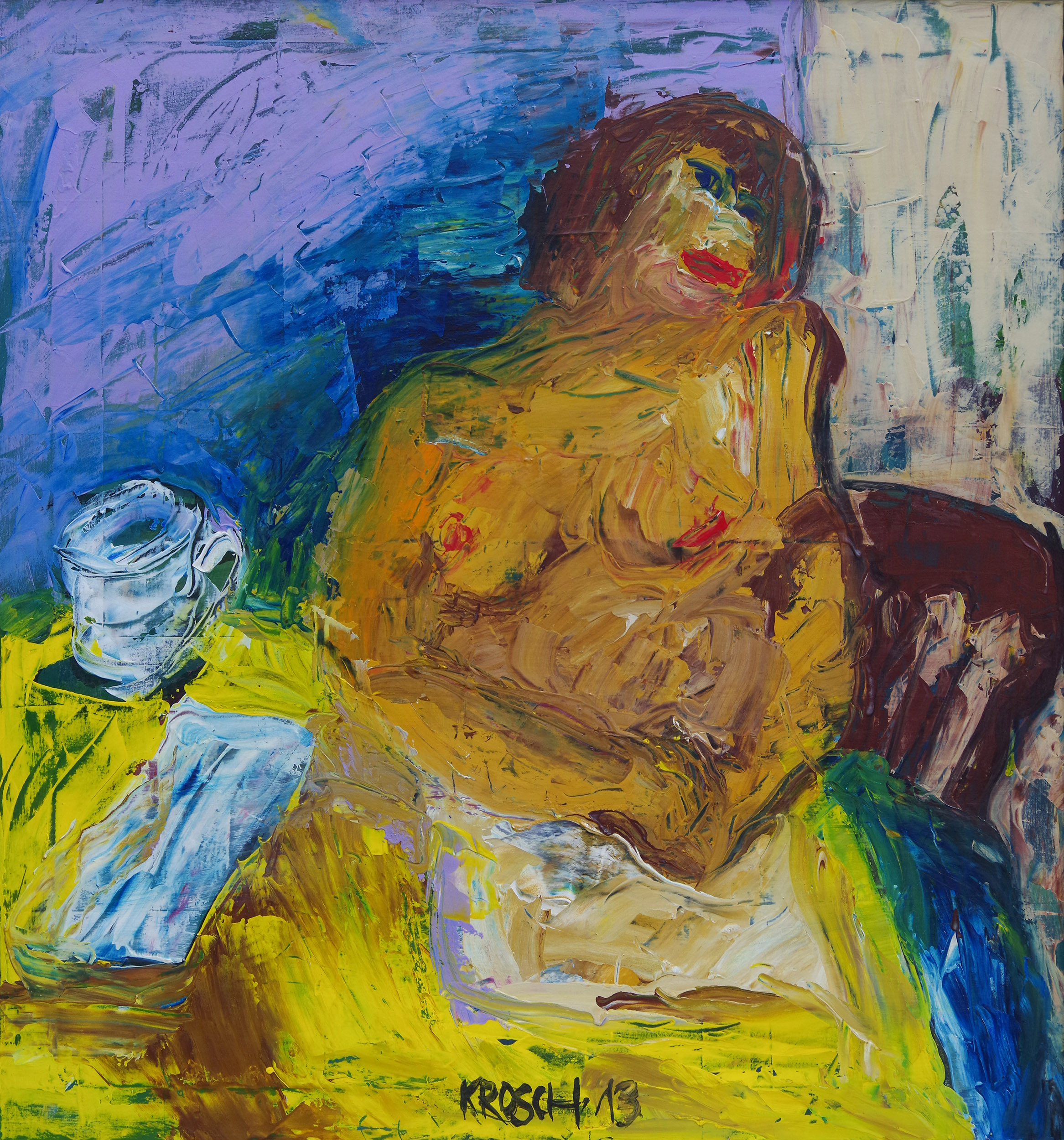
Nahá píše dopis (2013)
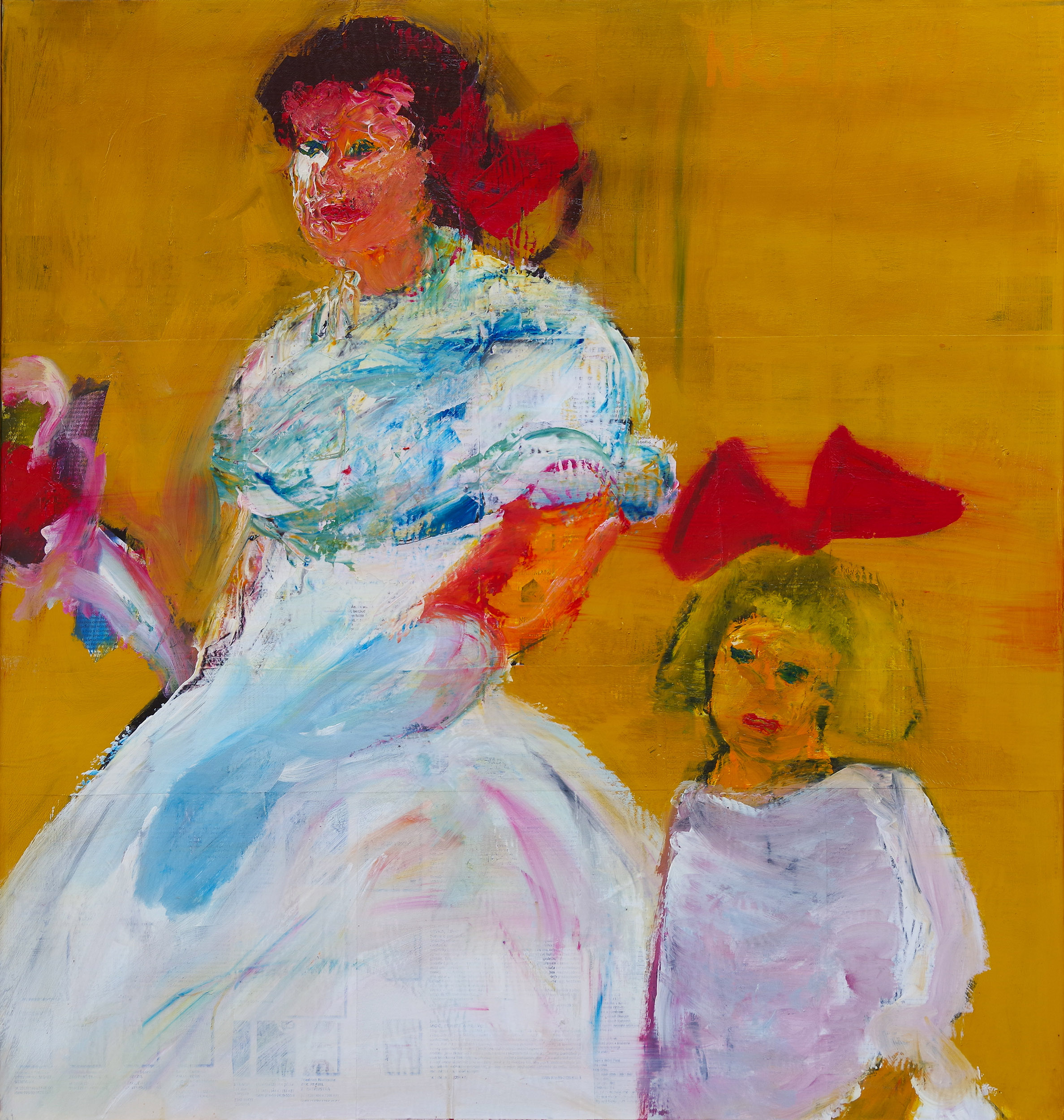
Nevěsta a družička (2019)

## Přehled výstav
Samostatné výstavy:
1984 – Modrý pavilon, malba, Praha
1986 – Divadlo Rubín, „Obrazy“, malba, Praha
1987 – Orlické muzeum, „Obrazy“, malba, Choceň
1993 – Orlické muzeum, „Obrazy“, malba, Choceň
1997 – Orlické muzeum, „Obrazy“, malba, Choceň
1999 – Orlické muzeum, „Obrazy“, malba, Choceň
1999 – Okresní muzeum, „Figury“, malba, věž Litomyšlské brány, Vysoké Mýto
2000 – Kulturní a informační centrum, „Obrazy“, malba, Jablonné nad Orlicí
2001 – Orlické muzeum, „Všednosti“, malba, výstavní síň zámku, Choceň
2001 – Městské muzeum, „Všednosti“, malba, Králíky
2002 – Česká vinotéka, „Záznam každodennosti“, akvarely, Praha
2003 – Muzeum a galerie Orlických hor, „Figury & Všednosti“, malba, zámek, Rychnov nad Kněžnou
2005 – Městská galerie, „Jaromír Krosch“, malba, výstavní síň Jana Jušky, Vysoké Mýto
2015 – Orlické muzeum „Obrazy“, malba, Choceň
2018 – Galerie Na Hradě, malba, Unie výtvarných umělců Hradec Králové, Hradec Králové
2019 – Městské muzeum, malba, Konice
2020 – Městská galerie, „Obyčejný život Jaromíra Krosche“, malba, Vysoké Mýto
2020 – Galerie Kroupa, „Versteckt“ (retrospektiva), Praha. K výstavě byl vydán trojjazyčný tištěný katalog.
Kolektivní výstavy:
Kolektivní výstavy:
1982 – Orlické muzeum, Choceň (s Věrou Martinkovou)
1999 – Kulturní dům, „I. předvánoční výstava výtvarného umění“, Ústí nad Orlicí
2001 – Zámecké kongresové centrum „Východočeský výtvarný salon“, Unie výtvarných umělců Hradec Králové, malba, zámecký pivovar, Litomyšl
2001 – Městské muzeum, výtvarné sympozium „ARTEX Králíky 2001“, malba, Králíky
2002 – Orlické muzeum, „Rajská cesta/Kabinet“, malba, Choceň (s Cezary Trubaluk)
2003 – Výstavní síň Jana Jušky, „Salon klubu malířů Vysokomýtska 2003“, malba, Vysoké Mýto
2006 – Orlické muzeum, „Isčuk, Krosch, Stiborik“, malba, Choceň
2007 – Galerie Koráb, malba, Ústí nad Orlicí
2009 – Úřad městyse Kunvald, „Výtvarný Kunvald“, malba, Kunvald
2009 – Městské kulturní středisko, malba, Letovice
2009 – Orlické muzeum, malba a soubor grafických prací, Choceň (s Janem Kroschem)
2011 – Galerie Tunklův Dvorec, „Malba.Kresba“, malba, Zábřeh (s Jiřím Bělohlávkem)
2011 – Orlické muzeum, „Setkání po letech“, malba, Choceň (s Věrou Martinkovou)
2014 – Městská galerie, „Setkávání“, malba, Vysoké Mýto
2015 – Kavárna Dva světy, malba a kombinovaná technika, Žamberk
2015 – Městská galerie, 7. salon malířů Vysokomýtska, malba, Vysoké Mýto
2015 – Sokolovna, „Výstava výtvarníků TRIANGLU & jejich přátel“, V. ročník, malba, Hrušová
2018 – Kulturní dům, malba, Hlinsko (s Ivou Vanžurovou – paličkovaná tapisérie)
2019 – Městské muzeum, malba, Králíky (s Ivou Vanžurovou – paličkovaná tapisérie)